# Juillet 2010 en sport
Pour un article plus général, voir 2010 en sport.

## Principaux rendez-vous
- 3 au 25 juillet : Tour de France 2010. Départ de Rotterdam aux Pays-Bas et arrivée sur l'Avenue des Champs-Élysées à Paris.
- 28 juin au 4 juillet : championnat du monde de roller in line hockey IIHF 2010.
- 8 au 10 juillet : championnats de France d'athlétisme 2010.. Début du Tri Nations 2010 du 10 juillet au 11 septembre

## Faits marquants
- 1er juillet : inauguration du stade MMArena au Mans
- 3 juillet : départ du Tour de France 2010 de Rotterdam (Pays-Bas)
- 10 juillet : début du Tri-nations 2010 avec Nouvelle-Zélande -Afrique du Sud à l'Eden Park d'Auckland
- 11 juillet : finale de la Coupe du monde de football de 2010.
- 17 juillet au 22 juillet : Championnats d'Europe d'escrime 2010 à Leipzig en Allemagne.
- 23 juillet au 1er août : Championnat d'Europe de baseball 2010 en Allemagne.
- 24 juillet au 31 juillet : Championnat d'Europe de football américain à Francfort en Allemagne.
- 24 juillet au 31 juillet : Championnat d'Europe de football américain à Francfort en Allemagne.
- 25 juillet : arrivée du Tour de France 2010 sur l'Avenue des Champs-Élysées à Paris.
- 27 juillet au 1er août : Championnats d'Europe d'athlétisme 2010 à Barcelone en Espagne.
- 31 juillet : inauguration de la première pelouse synthétique d'un club professionnel de Ligue 1 (Stade Yves Allainmat à Lorient) avec le match amical face au KP Legia Varsovie.